# (49350) Katheynix
(49350) Katheynix (1998 WQ8) – planetoida z pasa głównego asteroid okrążająca Słońce w ciągu 3,75 lat w średniej odległości 2,41 j.a. Odkryta 27 listopada 1998 roku.